# 小麒麟
小麒麟 （1940年—1987年3月31日） ，原名陳玄宗，有精湛翻筋斗功夫，被譽為「筋斗皇」，自少隨父親在粵劇舞臺演出，電影童星，少年時代為麗的映聲的龍虎武師，小麒麟私底下與李小龍是知己朋友，丁佩就是由小麒麟介紹給李小龍。

## 個人生活
小麒麟篤信佛教；小麒麟的妻子是一位任職銀行的菲律賓籍的天主教徒，兩人的菲律賓籍養子 Jay 在1978年出生，在國際學校受教育。

## 意外身亡
1987年3月31日（星期二）凌晨2時30分，為香港電影《誓不低頭》（此齣電影因此而胎死腹中）拍攝外景， 一輛從馬來西亞首都吉隆坡至檳城.撞倒小麒麟搭乘的小轎車，事发地点双文丹警察局不遠處小橋卡車大輛不闪迎面相撞)，吉隆坡陳锦强已喝醉酒当司机旧路回怡保，事发前香港关海山和这班朋友在吉隆坡燕美律喝醉了。（当时高速公路未建好）小轎車翻滾落小山坡，小麒麟及該齣電影的投資者陳錦強當場重傷身亡；男主角鍾少棠頭骨爆裂，手腳折斷，傷勢嚴重，在急救病房未能渡過危險期，麥德和敷藥後出院。小麒麟的遺體在馬來西亞火化，骨灰由其遺孀及表兄劉偉明在1987年4月11日（星期六）下午3時擁回香港，1987年4月13日（星期一）中午12時在世界殯儀館舉行追悼會，遺照供奉在沙田「天德聖教會社」。

## 電影
- 方世玉父子報血仇（1950年）飾 小方世玉
- 花木蘭（1951年）
- 銀海春光（1951年）
- 峨嵋飛俠誤闖風火島（1951年）
- 哪宅爭奪聚寶盆（1951年）
- 父之過（1953年）
- 佛前燈照狀元紅（1953年）
- 歷刼英雄（1953年）
- 南北兩家親（1964年）
- 碧血金釵（三集大結局）（1964年）
- 倚天屠龍記三集（1965年）
- 糊塗大偵探（1965年）飾 卡喇蘇
- 寶蓮燈（1965年）
- 黑玫瑰（1965年）
- 情海金枝（1965年）
- 鴛鴦劍俠（1965年）
- 蜜月（1965年）
- 鐵膽（1966年）
- 玉女含冤（1966年）
- 701烏龍女偵探（1966年）
- 黑玫瑰與黑玫瑰（1966年）
- 真假兇手（1966年）
- 金鼎游龍（1966年）
- 金菩薩（1966年）
- 觀音得道香花山大賀壽（1966年）
- 文素臣（1966年）
- 邊城三俠（1966年）
- 飛賊含笑火（1966年）
- 觀世音（1967年）
- 殺手粉紅鑽（1967年）
- 那個少女不多情（1967年）
- 霧美人（1968年）
- 危險十七歲（1968年）
- 斷魂谷（1968年）
- 怪俠（1968年）
- 紅辣椒（1968年）
- 七彩難兄難弟（1968年）
- 鐵觀音勇破爆炸黨（1968年）
- 青春戀歌（1968年）
- 女俠黑蝴蝶（1968年）
- 追魂鏢（1968年）
- 紫色風雨夜（1968年）
- 飛男飛女（1969年）
- 龍門金劍（1969年）
- 歡樂砍聲滿華堂（1969年）
- 雙鎗沙膽標（1969年）
- 神偷姊妹花（1969年）
- 神經刀（1969年）
- 滿天神佛（1969年）
- 劍膽（1969年）
- 說謊的人（1969年）
- 四武士（1969年）
- 五虎屠龍（1970年）
- 蕩女痴男（1970年）
- 總有一天捉到你（1970年）
- 神劍游龍（1970年）
- 殺戒（1970年）
- 鷹爪手（1970年）
- 血爪（1971年）
- 鬼太監（1971年）
- 血符門（1971年）
- 火併（1971年）
- 浪子之歌（1971年）
- 鈔票與我（1971年）
- 吉祥賭坊（1972年）
- 太陰指（1972年）
- 黑店（1972年）
- 小毒龍（1972年）
- 猛龍過江（1972年）
- 血愛（1972年）
- 愛奴（1972年）
- 風雷魔鏡（1972年）
- 群英會（1972年）
- 精武門（1972年）
- 霹靂拳（1972年）
- 大內高手（1972年）
- 亡命徒（1972年）
- 埋伏（1973年）
- 麒麟掌（1973年）
- 惡虎村（1974年）
- 金毛獅王（1975年）
- 英雄血（1976年）
- 李小龍傳奇（1976年）
- 天螺大破五行陣（1977年）
- 鬼影神功（1979年）
- 橫掃魚蛋檔（1982年）
- 廣東靚仔玉（1982年）
- 少林醉棍（1983年）
- 天煞（1986年）

## 電視劇（麗的電視）
- 1974年 《馬騮精》飾 孫悟空
- 1976年 《大家姐》飾 陳雄
- 1978年 《李後主》 飾 朱令赟
- 1978年 《巨星》飾 乃他儂
- 1978年 《浣花洗劍錄》 飾 歐陽天矯
- 1979年 《沈勝衣·銀劍恨》飾 崔群
- 1979年 《怒劍鳴》飾 十八寨寨主
- 1979年 《天龍訣》飾 段小虎

## 外部連結
- 香港電影資料館有關小麒麟參演電影的記錄[永久]
- 香港影庫：小麒麟 （页面存档备份，存于）